# アメリカセンダングサ
アメリカセンダングサ（学名: Bidens frondosa、亜米利加栴檀草）は、キク科センダングサ属の1年草。道端や空き地、湿り気のある荒れ地などに生える雑草。セイタカタウコギ（背高田五加木）ともいう。

## 特徴
草丈は、50-150cmになる。茎の切り口は四角形になり、表面の色は暗紫色で、ほとんど毛がない。葉は対生するが、茎の上方では互生することもある。葉は無毛で、3-5個の小葉に分かれる。小葉は大きさの揃った鋸歯をもち、先端が尖る。
花期は秋で、黄色の頭花をつける。6-12個の頭花の経より長い総苞片をもつ。筒状花が目立ち、舌状花は小さくて外からは目立たないことが多い。
果実は扁平であり、先に向かって幅が広くなる。先には2本の刺があり、下向きのかぎ状の剛毛が表面にある。
オナモミ属などと同様、実は人間の衣服や哺乳動物の毛にくっつく（→ひっつき虫）。秋田弁では、その特徴から「のさばりこ」（甘えん坊の意）とも呼ばれる。

## 画像

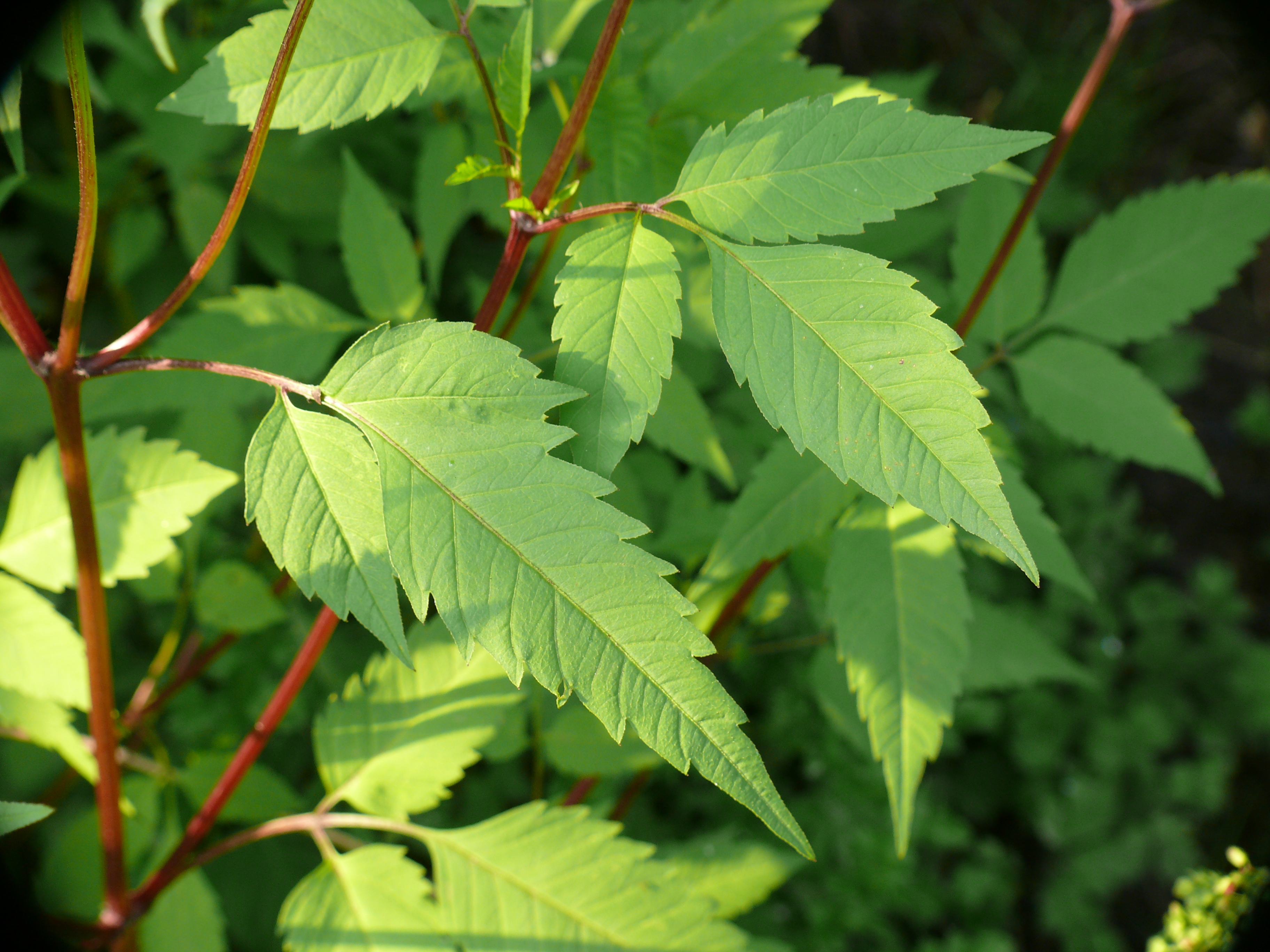
葉
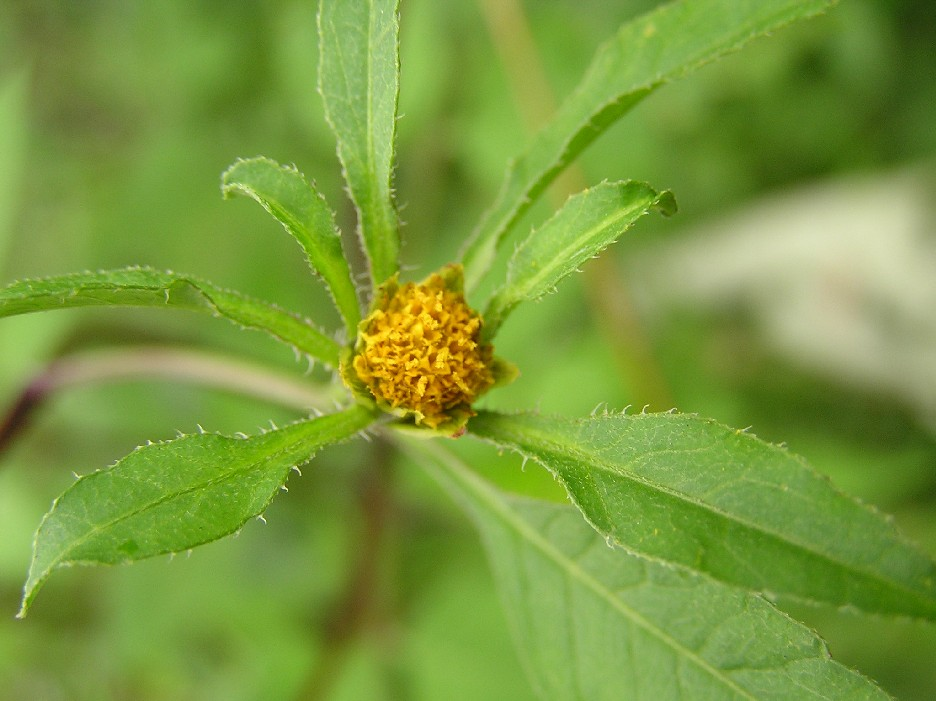
頭花
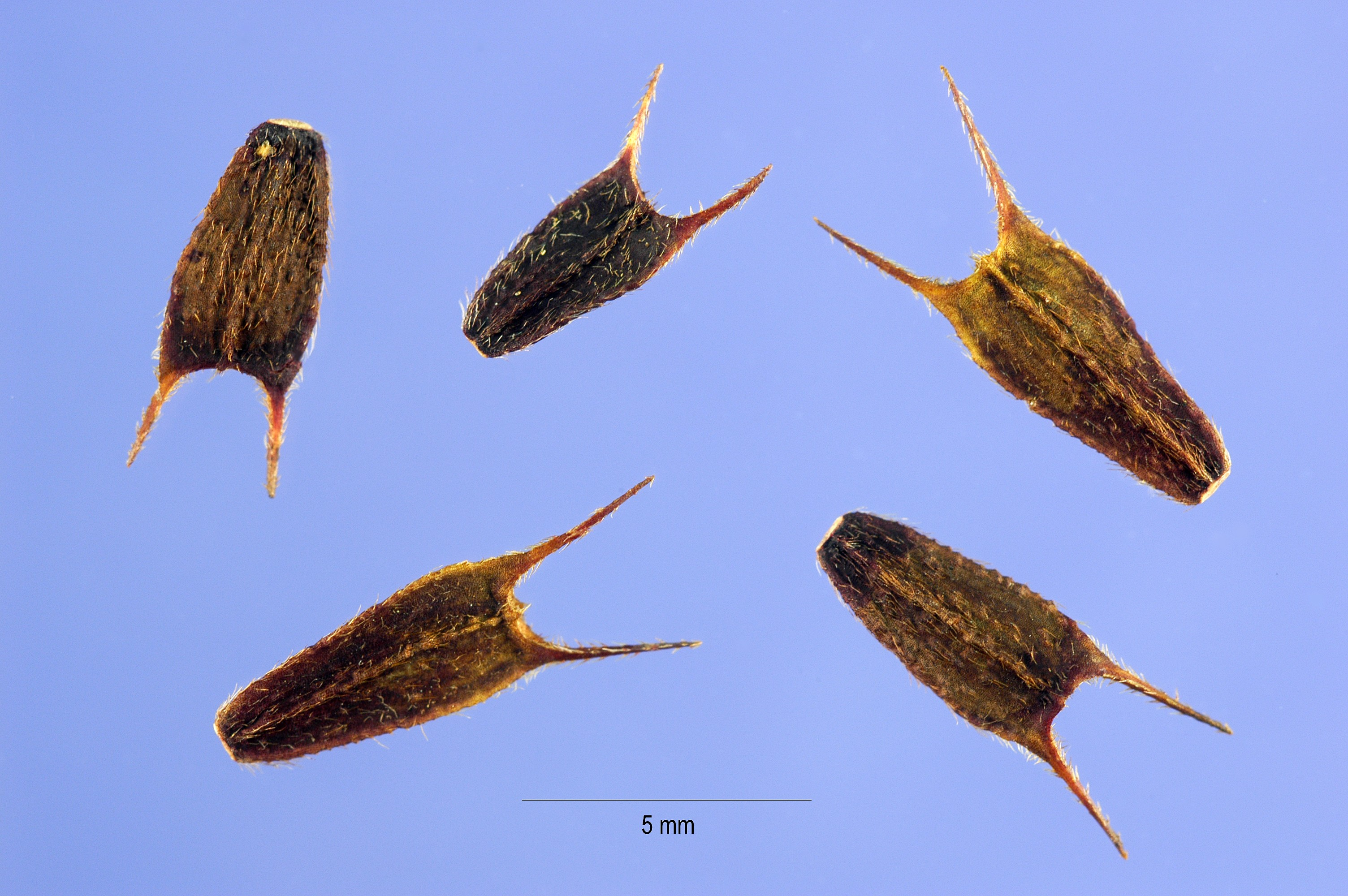
果実

## 分布
北アメリカ原産。日本では大正時代に確認された帰化植物。奄美諸島・沖縄諸島を含むほぼ全国に分布する。

## 和名
アメリカセンダングサの命名は中井猛之進によるもので、セイタカタウコギの命名は牧野富太郎によるものである。